# Albert R. Broccoli
Albert Romolo Broccoli, pseud. „Cubby” Broccoli (ur. 5 kwietnia 1909 w Nowym Jorku, zm. 27 czerwca 1996 w Beverly Hills) – włosko-amerykański producent filmowy. Wyprodukował ponad 40 filmów, jednak największą sławę przyniosła mu seria o Jamesie Bondzie.

## Życiorys
Broccoli urodził się we włosko-amerykańskiej rodzinie na Long Island. Przeniosła się ona na Florydę, zaś po śmierci swojego ojca Giovanniego, młody Broccoli przeprowadził się wraz z babcią do nowojorskiej Astorii. Imając się różnych zawodów, w tym również sprzedawcy trumien, zaangażował się w branżę filmową. Zaczynał jako chłopiec na posyłki na planie westernu The Outlaw Howarda Hughesa (1941). Tu po raz pierwszy spotkał samego Hughesa, podczas gdy ten doglądał produkcji filmu po zwolnieniu reżysera Howarda Hawksa. Niedługo potem, zaraz po ataku Japończyków na Pearl Harbor, Broccoli wstąpił do Marynarki Wojennej. Po zakończeniu wojny powrócił do Hollywood, by pracować jako agent dla Famous Artists Agency.
Na początku lat 50. Broccoli przeniósł się po raz kolejny, tym razem do Londynu. Jako sprytny biznesmen, potrafił zrobić dobry użytek z dotacji od brytyjskiego rządu, dawanej na potrzeby filmów kręconych w Wielkiej Brytanii, z udziałem brytyjskich aktorów i filmowców. W 1962 roku Broccoli połączył się z Harrym Saltzmanem i stworzył wraz z nim wytwórnię EON Productions. W tym samym roku wyprodukowali adaptację jednej z powieści Iana Fleminga, film Doktor No, pierwszy z serii o Jamesie Bondzie. Wkład Broccoliego w serię trwał aż do jego śmierci. Obecnie pracę nad cyklem kontynuują jego córka, Barbara Broccoli oraz pasierb, Michael G. Wilson. Oprócz filmów bondowskich, Broccoli wyprodukował również film Chitty Chitty Bang Bang z Dickiem Van Dyke, oparty także na książce Fleminga, oraz Call Me Bwana z Bobem Hopem. W 1982 roku Broccoli został uhonorowany nagrodą im. Irvinga G. Thalberga. Posiada również swoją gwiazdę w alei gwiazd w Hollywood.
Broccoli był trzykrotnie żonaty. W 1940, w wieku 31 lat, poślubił aktorkę Glorię Blondell (młodszą siostrę Joan Blondell), pięć lat później wziął z nią rozwód. W 1951 ożenił się z Nedrą Clark, która zmarła po urodzeniu córki Tiny. W latach 60. poznał i wziął ślub z aktorką i powieściopisarką, Daną Wilson. Zmarła ona na raka w 2004, już po śmierci męża.
Broccoli zmarł z przyczyn naturalnych w swym domu w Beverly Hills, w 1996 roku, w wieku 87 lat. Został pochowany na cmentarzu w Forest Lawn, na wzgórzach Hollywood w Los Angeles, po pogrzebie w obrządku rzymskokatolickim.